# Judith Faulkner
Judith "Judy" R. Faulkner (nacida en agosto de 1943) es una billionaira estadounidense, CEO y fundadora de Epic Systems, una compañía de software para el cuidado de la salud localizada en Wisconsin. Faulkner creó Epic Systems en 1979, con el nombre original de Human Services Computing. En 2013, Forbes la llamó  "la mujer más poderosa en el cuidado de la salud", y fue ubicada por esa revista en el puesto número 652 de los billonarios del mundo en 2018, así como la tercera mujer más rica, con un patrimonio neto de U$3.8 mil millones.

## Educación y primeros años
Faulkner nació en agosto de 1943, hija de Louis y Del Greenfield, quienes inspiraron su interés temprano en el cuidado de la salud: su padre, Louis, era farmacéutico y su madre, Del, era directora del Oregon Physicians Social Responsibility. Fue criada en el barrio Erlton de Cherry Hill, Nueva Jersey. Se graduó en el Moorestown Friends School en 1961. Obtuvo su grado en matemáticas en Dickinson College y un máster en informática de la Universidad de Wisconsin–Madison.

## Carrera
En 1979, poco después de obtener su maestría, Faulkner co- fundó Human Services Computing con Dr. John Greist.
Esta compañía se convertiría más tarde en Epic Systems y empezó en un sótano en 2020 Avenida Universitaria en Madison, Wisconsin. La compañía empezó con una inversión de U$70,000 de amigos y familia, y nunca tomó inversiones de capitales de riesgo ni privados, por lo que permanece hasta ahora como una compañía sostenida de manera privada. De hecho, Faulkner se demuestra orgullosa de que Epic System es una compañía familiar. Nunca adquirió otra compañía y ha declarado nunca irán públicos. Actualmente, Epic Systems contiene los registros médicos de 200 millones de personas. Faulkner y su familiar actualmente poseen el 43% de la compañía.

## Premios y reconocimiento
- Forbes' Top 50 Mujeres en la Tecnología 2018

## Vida personal
Faulkner vive en Madison, Wisconsin. Está casada con Dr. Gordon Faulkner, un pediatra. Tienen tres niños.
En 2016, Faulkner se unió a la ONG The Giving Pledge, donando el 99% de sus bienes a la caridad.